# Ernst Goldenbaum
Pour les articles homonymes, voir Goldenbaum.
Ernst Goldenbaum, né le 15 décembre 1898 à Parchim (Empire allemand) et mort le 13 mars 1990 à Berlin, est un homme politique est-allemand. 
Il est ministre de l'Agriculture, des Forêts et de l'Agroalimentaire entre 1949 et 1950.

## Ouvrages
- (de) Die deutschen Bauern in Vergangenheit und Gegenwart, Deutscher Bauernverlag, Berlin, 1950, 3e édition, 1954.
- (de) Treue Kampfgefährten und Mitgestalter auf den Bahnen des Sozialismus. Aus Reden und Aufsätzen, DBD, Berlin 1978.